# Marco Carrara
Marco Carrara (Limena, 1º novembre 1967) è un allenatore di calcio ed ex calciatore italiano, di ruolo centrocampista.

## Carriera

### Giocatore

#### Club
Cresce calcisticamente nel Padova dove neanche ventenne disputa due stagioni in Serie C1. Nel 1987 si trasferisce all'Arezzo dove gioca la sua prima stagione in Serie B.
Nel 1988 passa all'Alessandria dove al primo anno conquista la promozione dalla Serie C2 alla Serie C1, categoria nella quale milita l'anno seguente.
Nel 1990 torna a calcare i campi di Serie B con il Barletta e l'anno successivo con il Messina, dove rimane anche dopo la retrocessione in Serie C1.
Nel 1993 attraversa lo Stretto passando alla Reggina dove gioca per due anni titolare in Serie C1 e poi, dopo la promozione del 1995, un altro anno in Serie B.
Nel 1996 passa all'Ancona dove conquista subito la promozione dalla Serie C1 alla Serie B e poi nella stagione 1997-1998 gioca la sua ultima annata nella serie cadetta.
In seguito gioca due anni in Serie C2 nel Rimini, prima di chiudere la carriera nel 2001 a Fano in Serie D.
In tutta la carriera ha disputato 136 gare in Serie B segnando 8 reti.

#### Nazionale
Ha partecipato, con l'Italia under 20, al campionato mondiale di categoria del 1987, giocando 4 partite e segnando una rete contro la Nigeria.

### Allenatore
Come allenatore dopo aver guidato l'Urbino ed il Montevarchi, e svolto il ruolo di vice-allenatore al Catanzaro, ha allenato il Bellaria Igea Marina nella Serie C2 2006-2007 assumendo l'incarico con la squadra che si trovava all'ultimo posto e conducendola alla salvezza senza passare dai play-out.
Nel 2008 torna alla Reggina come allenatore in seconda.
Nel luglio 2010 viene assunto come tecnico dell'Atletico Arezzo in Serie D, venendo esonerato nel successivo mese di ottobre.
Il 27 dicembre 2011 viene assunto come allenatore in seconda, affiancando Gennaro Ruotolo sulla panchina del Sorrento in Lega Pro Prima Divisione.
A fine ottobre 2012 segue Ruotolo a Treviso, subentrato all'esonerato Agenore Maurizi, sempre come allenatore in seconda.
Il 2 luglio 2013 il Barletta ufficializza il suo ingaggio nel ruolo di allenatore in seconda di Nevio Orlandi. Il 4 aprile 2014 Orlandi viene esonerato assieme al preparatore atletico Luigi Mondilla e Carrara è promosso come allenatore della prima squadra, con Nicola Di Leo che assume anche il ruolo di allenatore in seconda, oltre a quello di preparatore dei portieri.

## Palmarès
- Serie C1: 1

Reggina: 1994-1995